# Џоунстаун (округ Колумбија, Пенсилванија)
Џоунстаун (енгл. Jonestown, Columbia County) насељено је место без административног статуса у америчкој савезној држави Пенсилванија.

## Демографија
По попису из 2010. године број становника је 64, што је 30 (88,2%) становника више него 2000. године.
| Група             | 2000.       | 2010.       |
| Белци             | 34 (100,0%) | 64 (100,0%) |
| Афроамериканци    | 0 (0,0%)    | 0 (0,0%)    |
| Азијати           | 0 (0,0%)    | 0 (0,0%)    |
| Хиспаноамериканци | 0 (0,0%)    | 0 (0,0%)    |
| Укупно            | 34          | 64          |